# Absalón Castellanos Domínguez, Marqués de Comillas
Absalón Castellanos Domínguez är en ort i Mexiko.   Den ligger i kommunen Marqués de Comillas och delstaten Chiapas, i den sydöstra delen av landet, 1 000 km öster om huvudstaden Mexico City. Absalón Castellanos Domínguez ligger 170 meter över havet och antalet invånare är 234.
Terrängen runt Absalón Castellanos Domínguez är platt. Runt Absalón Castellanos Domínguez är det glesbefolkat, med 16 invånare per kvadratkilometer. Närmaste större samhälle är Nuevo Orizaba, 8,3 km söder om Absalón Castellanos Domínguez. I omgivningarna runt Absalón Castellanos Domínguez växer i huvudsak städsegrön lövskog.